# Wiesensteig
Wiesensteig település Németországban, azon belül Baden-Württembergben. Lakosainak száma 2044 fő (2023. december 31.).

## Népesség
A település népessége az elmúlt években az alábbi módon változott:
| Lakosok száma | 2580 | 2053 | 2065 | 2034 | 2015 | 2102 | 2044 |
|               | 1975 | 2017 | 2019 | 2020 | 2021 | 2022 | 2023 |